# Adolf Kaegi

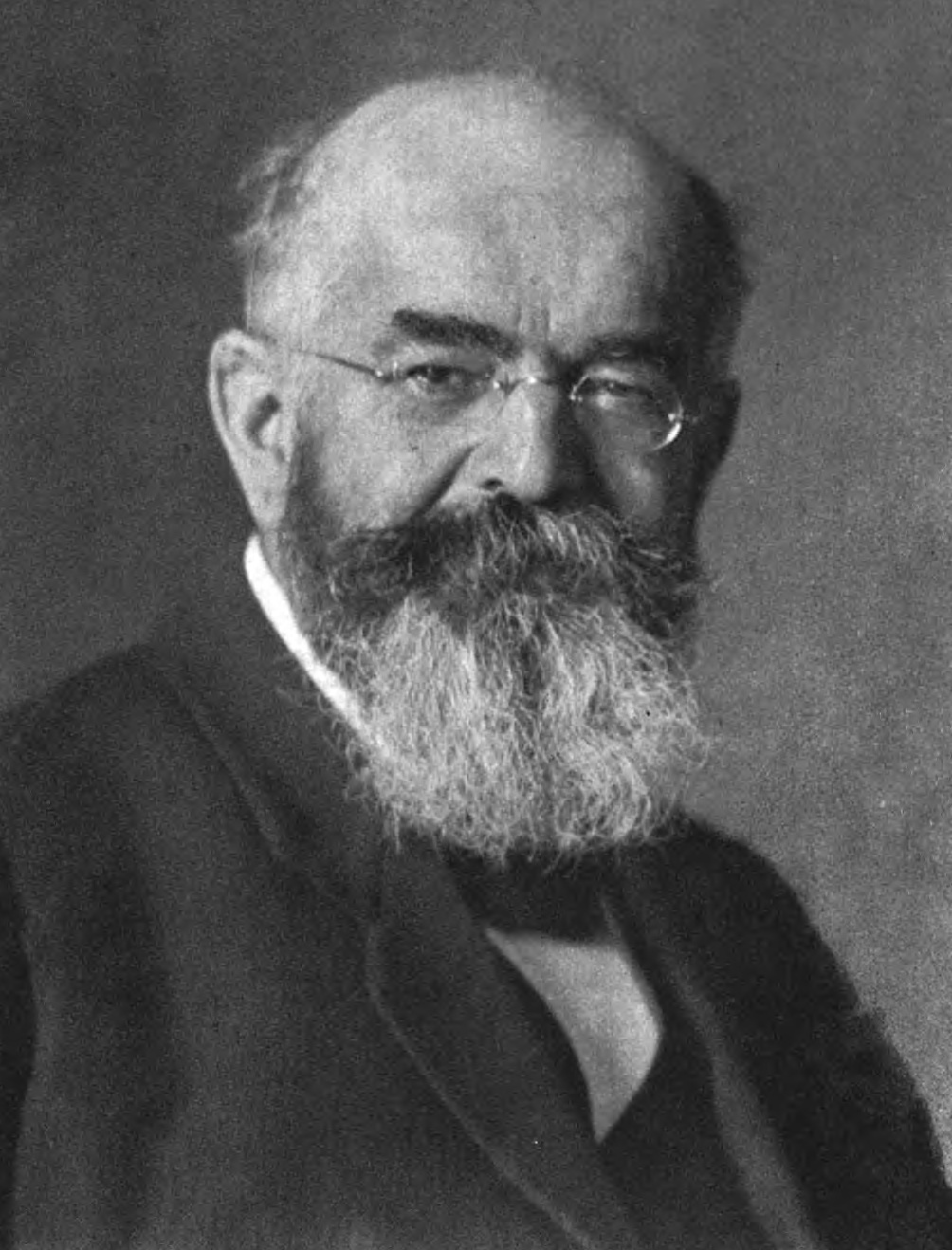
Adolf Kaegi

Adolf Kaegi (ursprünglich Kägi) (* 30. September 1849 in Bauma; † 14. Februar 1923 in Rüschlikon) war ein Schweizer Indologe und Gräzist.

## Leben
Adolf Kaegi studierte alte Sprachen und Indologie, wobei er einen Schwerpunkt seiner Arbeit auf das Studium des Griechischen und des Sanskrit legte. Zu seinen akademischen Lehrern zählten Rudolf von Roth und Karl Geldner. 1875 wurde Kaegi nach Promotion und Habilitation zum Privatdozenten für Altindisch und legte 1878 eine Studie über die Liedsammlung Rig Veda vor.
1883 wurde er zum ausserordentlichen Professor für «Sprachvergleichung, unter besonderer Rücksicht auf Altindisch und Griechisch» am 1856 neu eingerichteten Lehrstuhl für Vergleichende Sprachforschung der Universität Zürich unter Heinrich Schweizer-Sidler gewählt. In seinen zehn Jahren als Extraordinarius beschäftigte sich Kaegi vor allem mit dem Altgriechischen. Er überarbeitete Gustav Eduard Benselers Griechisch-Deutsches Wörterbuch und Georg Autenrieths Wörterbuch zu den Homerischen Gedichten. Daneben verfasste er ein Griechisch-Deutsches Schulwörterbuch sowie Übungsbücher für den Schulgebrauch. Sein Hauptwerk wurde die 1884 erstveröffentlichte Kurzgefasste griechische Schulgrammatik, die in einer von Eduard Bornemann überarbeiteten Fassung noch heute an Philosophischen Fakultäten zu den Standardwerken zählt.
1893 wurde Kaegi der Nachfolger Schweizer-Sidlers als Ordinarius für Sanskrit, Indogermanische und Klassische Philologie. Infolge einer schweren Krankheit musste Kaegi ab 1912 die Lehrtätigkeit einschränken, ehe ihm 1914 Eduard Schwyzer als Ordinarius nachfolgte. Gegen Ende seiner Forschungstätigkeit wandte sich Kaegi wieder verstärkt der Indologie zu.
Darüber hinaus wirkte er von 1901 bis 1922 als Mitglied des «Leitenden Ausschusses» des Schweizerischen Idiotikons, den er ab 1917 auch präsidierte. Adolf Kaegi starb nach langer und schwerer Krankheit 1923 im Alter von 73 Jahren.

## Schriften (Auswahl)
- Der Rig-Veda, die älteste Literatur der Inder. 2 Theile. Zürich 1878–1879. (2., umgearbeitete und erweiterte, mit vollständigem Sach- und Wortregister versehene Aufl. Leipzig 1881.)
- Kurzgefaßte Griechische Schulgrammatik (1884; Digitalisat der 6. Auflage von 1896), [nicht mehr gezählte] aktuelle Auflage Hildesheim / Zürich / New York: Weidmann 2008, ISBN 978-3-615-70100-5.
- Repetitionstabellen zur kurzgefassten griechischen Schulgrammatik (1893), [nicht mehr gezählte] aktuelle Auflage Hildesheim / Zürich / New York: Weidmann 2013, ISBN 978-3-615-70200-2.
- Griechisch-Deutsches Schulwörterbuch, Nachdruck der 15. Auflage, Darmstadt: WBG 2005.
- Wörterbuch zu den Homerischen Gedichten, Neudruck der 13. Auflage, Stuttgart: Teubner 1999.
- Griechisches Übungsbuch für Preußen, 2. Auflage, Berlin: Weidmann 1932.